# Модель Сачдева — Йе — Китаева
В физике конденсированных сред и физике чёрных дыр, модель Сачдева — Йе — Китаева (SYK) — это точно решаемая модель, которую первоначально предложил Субир Сачдев и Джинву Йе, а затем модифицировал в общепринятую в настоящее время форму Алексей Китаев. Считается, что эта модель помогает понять суть сильно коррелированных материалов, а также имеет тесную связь с дискретной моделью AdS/CFT и фермионным кодом. Модель поддаётся цифровому квантовому моделированию с новаторскими экспериментами, реализованными в установке ЯМР.

## Модель SYK
Пусть {\displaystyle n} — целое число и {\displaystyle m} — чётное число такие, что {\displaystyle 2\leq m\leq n}, рассмотрим набор майорановских фермионов {\displaystyle \psi _{i_{1}},\cdots ,\psi _{i_{n}}} которые являются фермионными операторами, которые удовлетворяют условиям: (1) эрмитовы {\displaystyle \psi _{i}^{\dagger }=\psi _{i}}; (2) соотношение Клиффорда {\displaystyle \{\psi _{i},\psi _{j}\}=2\delta _{ij}}. Выберем случайную величину {\displaystyle J_{i_{1}i_{2}\cdots i_{m}}} такую, что ожидание удовлетворяет: (1) {\displaystyle \mathbf {E} (J_{i_{1}i_{2}\cdots i_{m}})=0}; и (2) {\displaystyle \mathbf {E} (J_{i_{1}i_{2}\cdots i_{m}}^{2})=1}, тогда модель SYK определяется как
{\displaystyle H_{SYK}=i^{m/2}\sum _{1\leq i_{1}<\cdots <i_{m}\leq n}J_{i_{1}i_{2}\cdots i_{m}}\psi _{i_{1}}\psi _{i_{2}}\cdots \psi _{i_{m}}}.
Обратите внимание, что иногда добавляется дополнительный коэффициент нормализации.
Самая известная модель — это когда {\displaystyle m=4}, тогда модель принимает вид
{\displaystyle H_{SYK}=-{\frac {1}{4!}}\sum _{i_{1}\ldots i_{4}\in \{1,N\}}J_{i_{1}i_{2}i_{3}i_{4}}\psi _{i_{1}}\psi _{i_{2}}\psi _{i_{3}}\psi _{i_{4}}},
обратите внимание, что здесь фактор {\displaystyle 1/4!} добавляется для совпадения с обычно используемой формой.